# 南江県
南江県（なんこう-けん）は中華人民共和国四川省巴中市に位置する県。

## 地理
南江は四川昌北部、米倉山南麓に位置し、東は通江県、南は巴州区、西は旺蒼県、北は陝西省漢中市南鄭区と接する。

## 歴史
南北朝時代の525年（普通6年）、南朝梁により敬水郡の下に難江県が設置された。1516年（正徳11年）、明朝により南江県と改称された。

## 行政区画
- 鎮:南江鎮、沙河鎮、楽壩鎮、長赤鎮、正直鎮、大河鎮、光霧山鎮、東楡鎮、下両鎮、趕場鎮、楊壩鎮、天池鎮、関壩鎮、紅光鎮、元潭鎮、赤渓鎮、八廟鎮、双流鎮、坪河鎮、高塔鎮、鳳儀鎮、興馬鎮、関門鎮
- 郷:燕山郷、団結郷、傅家郷、紅四郷、侯家郷、双桂郷、朱公郷、黒潭郷、和平郷、高橋郷、平崗郷、仁和郷、石灘郷、北極郷、関路郷、関田郷、紅岩郷、橋亭郷、貴民郷、沙壩郷、柳湾郷、匯灘郷、上両郷、寨坡郷、流壩郷

## 交通
鉄道
- 中国鉄路総公司
  - 中国鉄路成都局集団公司
    - 広巴線（中国語版）（楽壩駅（中国語版） - 下両駅（中国語版））

## 健康・医療・衛生
- 南江県人民医院